# Ouragan Bertha (2014)
Pour les articles homonymes, voir Cyclone tropical Bertha.
L’ouragan Bertha est le troisième système tropical de la saison cyclonique 2014 dans l'océan Atlantique nord. Il est le second à recevoir un nom et à atteindre le seuil d'ouragan. Débutant comme une onde tropicale au large des îles du Cap-Vert le 26 juillet, il est devenu une tempête tropicale le 1er août à 445 km à l'est-sud-est de la Barbade. Il longe alors la chaîne des Antilles en restant dans l'océan Atlantique puis se dirige entre la côte du sud-est des États-Unis et les Bermudes pour devenir un ouragan le 4 août au nord-est des Bahamas. Bertha ne reste que peu de temps à ce niveau et redescend au niveau de tempête tropicale dès le 5 août en effectuant un large arc de cercle la faisant passer près de l'île de Sable, puis au sud-est de Terre-Neuve au Canada où elle devient une dépression post-tropicale. Celle-ci se dirige ensuite vers l'Europe qu'elle atteint comme une forte dépression des latitudes moyennes.
Bertha n'a touché aucune terre avant d'arriver en Europe mais a laissé d'importantes quantités de pluie sur les îles allant de la Martinique aux Bahamas. Deux personnes se sont noyées au large des côtes américaines, même si la tempête est passée très loin de celles-ci, à cause de la forte houle. En Europe, la dépression a donné beaucoup de pluie et de vents, une personne est morte d'un accident maritime.

## Évolution météorologique
Le 26 juillet, le National Hurricane Center commence à suivre une onde tropicale au sud-ouest des îles du Cap-Vert et qui se dirige vers la Petites Antilles. Le 27, le NHC lui donne une probabilité moyenne de devenir un système tropical, qui devient forte le 28. Le 29 juillet au matin, un avion de reconnaissance rapporte que le système est associé avec un centre dépressionnaire bien défini. Finalement, le NHC le reclasse au niveau de tempête tropicale, nommée Bertha, à la suite du développement d'une importante bande orageuse autour du centre le 1er août à 3 h UTC (31 juillet à 23 h locale). Il est alors à 445 km à l'est-sud-est de la Barbade, sa pression centrale est de 1 008 hPa et ses vents sont de 75 km/h.
Le 4 août à 15 h UTC, le NHC émet son premier bulletin pour l'ouragan Bertha qui est alors à 370 km à l'est-nord-est de Great Abaco (Bahamas). Sa pression est de 998 hPa et ses vents soutenus de 130 km/h. Sa trajectoire commence à s'incurver vers le nord-nord-est et à accélérer. Subissant une augmentation du cisaillement des vents en altitude et une perte considérable de sa couverture en nuages convectifs, Bertha est redevenue une tempête tropicale dès 9 h UTC le 5 août en passant au large de la côte de la Caroline du Sud.
Le 6 août, Bertha accélère vers le nord-est en entrant en interaction avec la circulation atmosphérique du sud-ouest en altitude et passe à plus de 400 km au sud de la Nouvelle-Écosse (Canada). À 15 h UTC, le NHC et le Centre canadien de prévision des ouragans déclarent que le système est devenu post-tropical en entrant en contact avec un front froid provenant du continent. Cette dépression des latitudes moyennes donnant encore des vents soutenus de 85 km/h poursuivra sa trajectoire vers l'est-nord-est, passant au sud-est de Terre-Neuve, en direction de l'Europe où son arrivée coïncidera avec de fortes marées. Le 10 août, la dépression des latitudes moyennes atteint le Royaume-Uni puis traverse lentement la mer du Nord et passe en Scandinavie le 14 août.

## Impacts

### Antilles

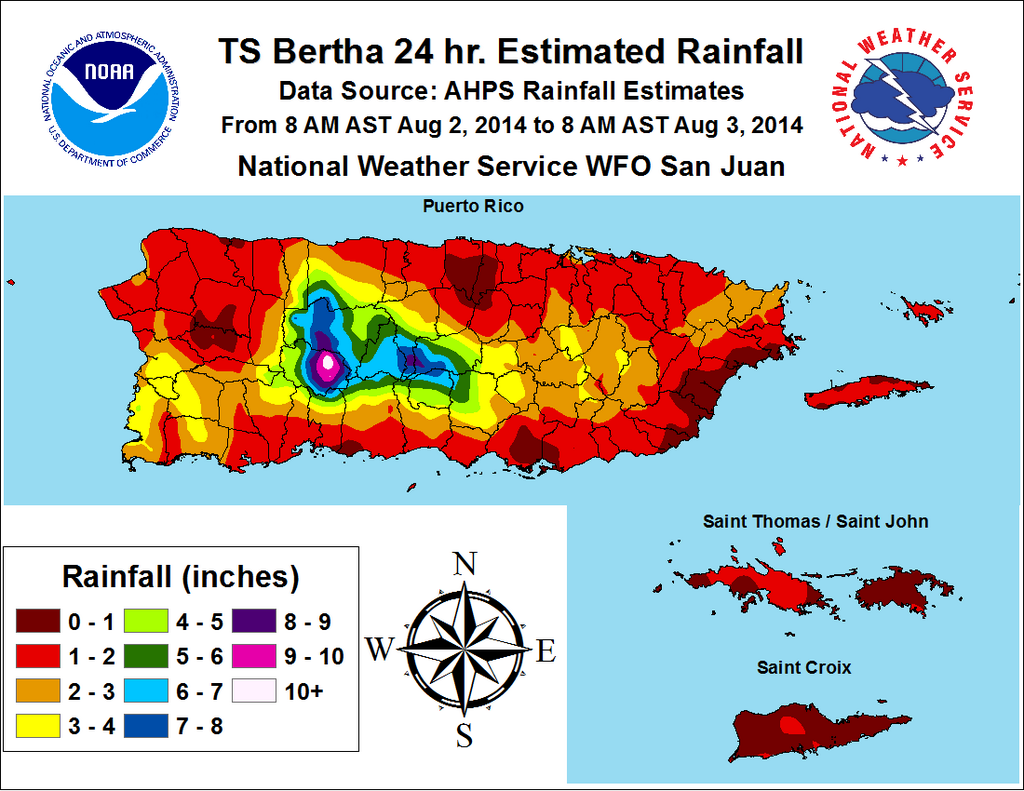
Cartes d'accumulations de pluie à Porto Rico et les Îles Vierges des États-Unis.

Lors de son passage dans les Antilles et les Bahamas, Bertha a laissé de fortes pluies. La Martinique a été touché par les précipitations et une houle importante. En République dominicaine, plusieurs communautés ont été coupées du reste du pays par le débordement de la rivière Soco dans la province de San Pedro de Macorís. Ses vents ont cassé ou arraché plusieurs arbres. Ainsi, plus de 9 000 foyers ont été privés d'électricité et 1 300 d'eau potable dans la portion est de l'île de Porto Rico. Un homme a également été frappé par la foudre sur une plage dans le même pays mais n'en est pas mort.

### États-Unis et Canada
Ailleurs le long de la côte de l'Amérique du Nord, Bertha a causé une forte houle à certains endroits de la côte est des États-Unis, des Bermudes, de la Nouvelle-Écosse et de Terre-Neuve en passant au large de ces endroits. Aucun dégât n'a été signalé mais le courant d'arrachement a emporté deux baigneurs à Jacksonville (Floride), un autre homme au large du Cap Hatteras (Caroline du Nord) et une femme au large d'Atlantic City (New Jersey). Les premiers ont été secourus à temps mais celui du Cap Hatteras est mort plus tard de ses blessures et la dernière s'est noyée,,. Plusieurs personnes ont également été blessée par les vagues à Rehoboth Beach au Delaware et Ocean City (New Jersey); elles ont dû être rescapées par les maîtres nageurs,.

### Europe

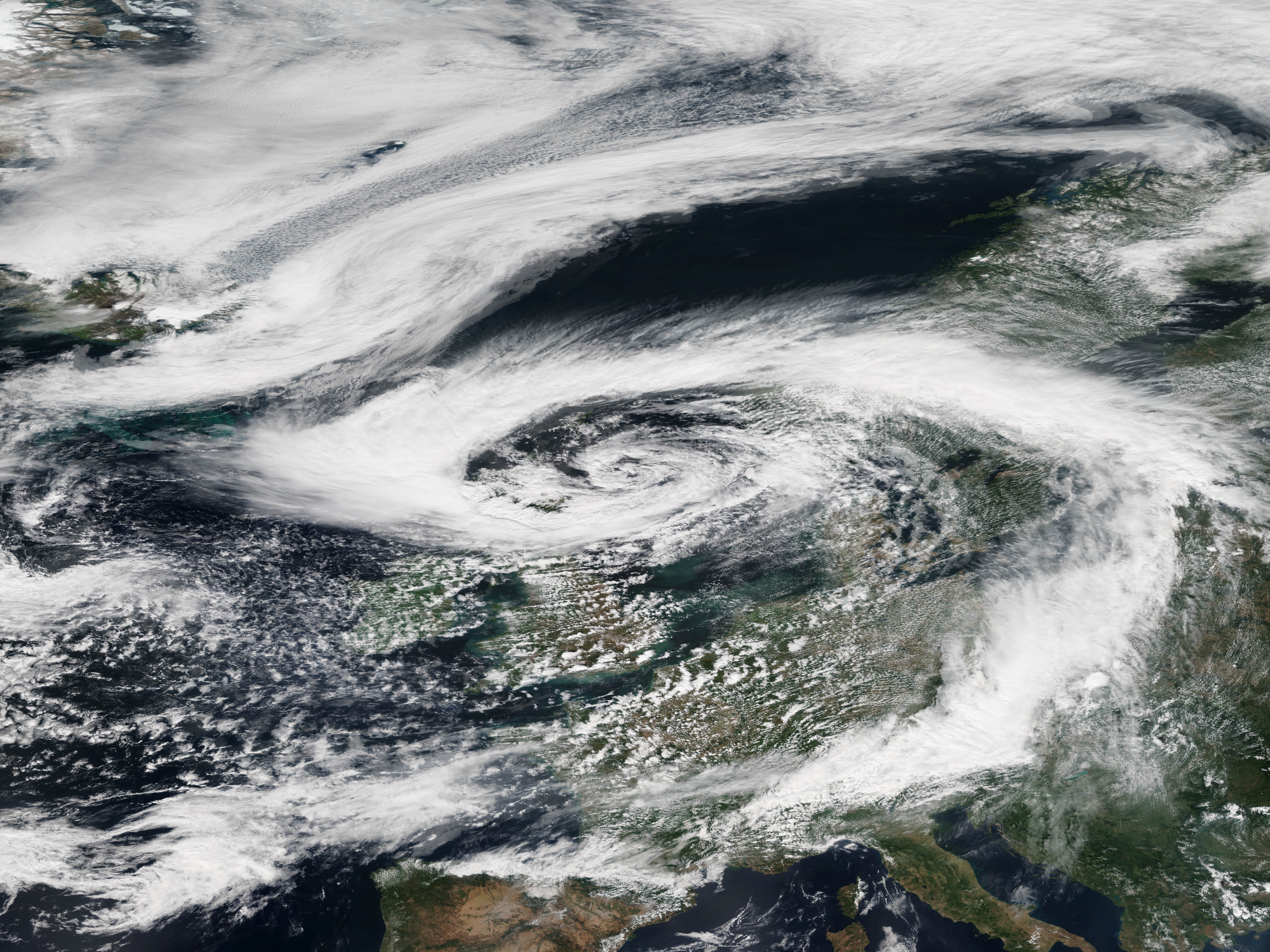
La dépression des latitudes moyennes issue de Bertha sur la mer du Nord le 11 août 2014-.

En Europe, la dépression, inhabituellement intense pour la saison, succédant à Bertha a donné de la pluie parfois forte et des vents. Certaines inondations ont été rapportés au Royaume-Uni, en particulier à Londres où la course cycliste Prudential RideLondon a été écourtée à cause du mauvais temps. Le fleuve Dee (pays de Galles) a atteint son plus haut niveau depuis 1990 et débordé, emportant des ponts pour piétons et des sentiers le bordant, mais rien de plus important. En Écosse, Lossiemouth a reçu l'équivalent d'un mois de précipitations en 12 heures et à Elgin, 200 maisons ont dû être évacuées par la montée de la rivière. Plusieurs routes ont été coupées par les eaux et First ScotRail a rapporté des retards.
Sur le continent, de la France à la Suède, pluie et vents ont été signalés sur une période prolongée. Dans le sud-ouest de l'Allemagne, des vents de 120 km/h ont été rapportés. Le 10 août, plusieurs tornades ont frappé la Belgique, la France et l'Allemagne, la plus puissante atteignant la force EF2 à Bad Schwalbach en Allemagne où 50 maisons et un corridor en forêt ont été endommagés. Une EF1 a touché un festival dans la province de Luxembourg en Belgique causant quatre blessés. En France, deux lignes orageuses ont donné une tornade EF1 qui a parcouru 41 km à travers le Nord-Pas-de-Calais, frappant Achicourt. Des vents de plus de 90 km/h ont aussi été signalés sur la moitié nord du pays, dont des rafales maximales de 122 km/h à Frotey (Haute-Saône), un record pour un mois d'été depuis au moins 1991, et de 100 km/h au Havre (Cap de la Hève). Côté pluie, il est tombé 55 mm à Nonsard (Meuse), soit quasiment un mois de pluie, et 43 mm à Doncourt les Conflans (Meurthe-et-Moselle), soit 3 semaines de pluie.
Au large, un homme est mort d'un coup à la tête lorsque son yacht a été pris dans la tempête. Vingt bateaux participant au championnat mondiale de voile EXE Sails GP14 ont été renversés par les vents et les garde-côtes ont dû évacuer 97 marins à l'hôpital le plus près pour être traitées pour hypothermie, une seule personne a subi pour des blessures plus importantes.